# Sin título (Gijón)
La escultura urbana conocida con el nombre de Sin título es una de las más de cien esculturas, monumentos y obras de arte que adornan las calles de la ciudad asturiana de Gijón, en el norte de España. Está erigida en el parque del Rinconín, en la zona este de la ciudad, concretamente en la parroquia de Somió, muy cerca de la playa del Cervigón.

## Descripción
Se trata de una obra diseñada por el escultor Herminio Álvarez, perteneciente a la serie equilibrios inestables, fue erigida en la ciudad en 2001 y está compuesta por dos partes diferenciadas, la primera hecha de acero corten es un mástil de 12m de alto unido por unos cables a la segunda parte, de acero inoxidable y formada por dos cilindros inclinados que se mantienen en la posición gracias a la fuerza de unos imanes.
En febrero de 2014, debido a un fuerte temporal que azotó a la ciudad, los cilindros se desestabilizaron y la escultura se quebró, por lo que fue necesaria su reparación dejando solamente en su ubicación la base de la misma hasta finales de 2015, cuando se volvió a reponer la composición original.